# Getafe
Getafe (wym. /xeˈtafe/) – jest jednym z okręgów miejskich na południu prowincji Madryt. Jest jednym z najbardziej zaludnionych i uprzemysłowionych miast w strefie metropolitalnej stolicy. Na znaczenie Getafe ma także wpływ obecność wojskowej bazy lotniczej, jednej z najstarszych w Hiszpanii, jak również w Cerro de los Ángeles, uważany za centrum geograficzne Półwyspu Iberyjskiego oraz Uniwersytet Karola III (Universidad Carlos III), którego rektorat znajduje się w mieście.
Niewielka odległość od Madrytu i rozwój przemysłu przez cały XX wiek, zwiększyły liczbę ludności do 150.000, zamieniając Getafe w miasto-sypialnię. Wzrost liczby ludności zmusił do budowy wielu dróg, zwiększył rynek usług publicznych i spowodował budowę wielu nowych osiedli.
Miasto znajduje się 13 km na południe od centrum Madrytu, w południowej części strefy metropolitalnej Madrytu, stanowi część płaskiego obszaru Mesety centralnej i doliny rzeki Manzanares.

## Etymologia
W Średniowieczu na terenie obecnego Getafe znajdowało się kilka wiosek, jedną z najważniejszych była Alarnes, usytuowana niedaleko obecnego centrum miasta. W 1326 mieszkańcy złączyli je tworząc wieś wzdłuż drogi królewskiej łączącej Toledo z Madrytem. Nową miejscowość nazwali Xatafi. Nazwa pochodzi od arabskiego słowa Hatta, który znaczy „coś długiego”. Stąd można wydedukować, że Xatafi odnosiło się do głównej ulicy przechodzącej przez środek wsi, niebędącej niczym innym jak drogą królewską. Dlatego Xetafe znaczy “długa ulica”. Od tego czasu nazwa ewoluowała, przechodząc przez Xetafi, Jetafee, Jetaphe, Jetafe, dochodząc w końcu do obecnego Getafe.

## Gospodarka
W mieście rozwinął się przemysł lotniczy, elektrotechniczny, chemiczny oraz spożywczy. 

## Historia
Historię Getafe można podzielić na trzy dokładnie oddzielone okresy. Pierwszy, ciągnący się od prehistorii, aż do roku 1326, różne cywilizacje i wioski zajmowały teren obecnego miasta, mimo że Getafe nie istniało jeszcze jako wieś. W drugim, który zaczyna się w XIV wieku i kończy w XX, Getafe było powoli rozwijającą się wsią. Trzeci, który zaczyna się w XX wieku, Getafe z rolniczej wsi stało się dużym przemysłowym miastem ze znacznym przyrostem działalności zarówno przemysłowej jak i handlowej, liczby ludności, przestrzeni miejskiej.

## Miasta partnertskie
- Jetafe, Filipiny
- Daira, Sahara Zachodnia
- Guanabacoa, Kuba